# Apród (keresztnév)
Az Apród régi magyar név, az apró szó kicsinyítőképzős származéka, eredeti jelentése: kicsike, gyermek. A mai fegyverhordozó szolga jelentésére a 16. századból van először adat.

## Gyakorisága
Az 1990-es években szórványosan fordult elő, a 2000-es években nem szerepel a 100 leggyakoribb férfinév között.

## Névnapok
- december 28.[2]